# Тауараси
Тауара́си (каз. Тауарасы) — станційне селище у складі Коксуського району Жетисуської області Казахстану. Входить до складу Айнабулацького сільського округу.
Населення — 30 осіб (2021; 68 у 2009, 42 у 1999, 32 у 1989).